# Myriapora orientalis
Myriapora orientalis är en mossdjursart som först beskrevs av Arnold Girard Kluge 1929.  Myriapora orientalis ingår i släktet Myriapora och familjen Myriaporidae. Inga underarter finns listade i Catalogue of Life.